# Curt Virgin

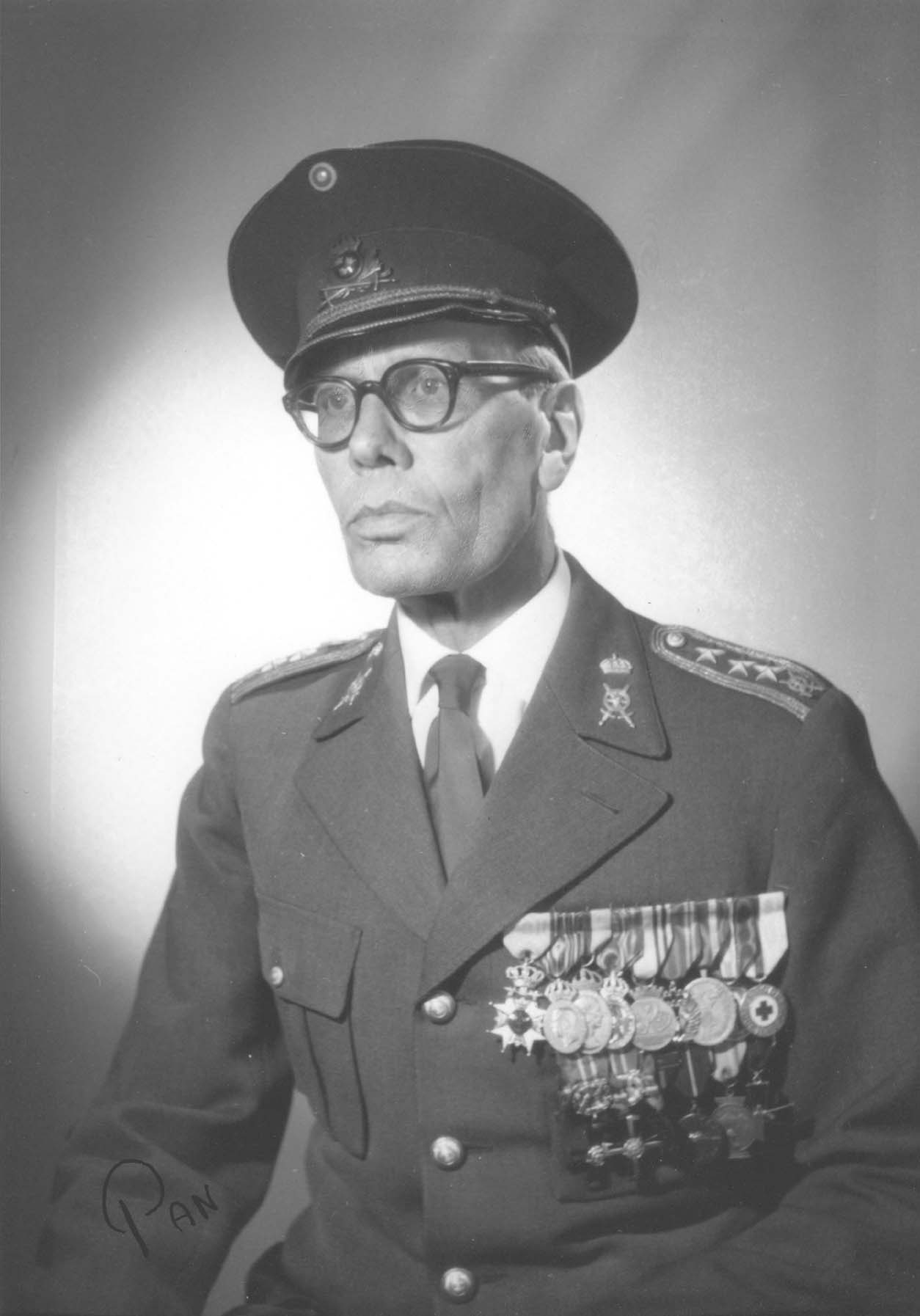
Curt Virgin.

Curt Fredrik Albert Virgin, född den 14 augusti 1899 i Åmål, död den 8 oktober 1989 i Stockholm, var en svensk militär. Han tillhörde ätten Virgin
Virgin avlade studentexamen i Falun 1918, reservofficersexamen 1920 och officersexamen 1921. Han blev fänrik vid Västmanlands trängkår sistnämnda år och löjtnant där 1924, vid Skånska trängkåren 1927. Virgin var lärare vid Arméns underofficersskola 1929–1932 och kadettofficer vid Krigsskolan på Karlberg 1936–1939. Han övergick som löjtnant till Svea trängkår 1934, blev kapten där 1935 och major där 1941. Virgin var chef för Trängtruppernas officersaspirantkompani 1942 och för Trängofficersskolan 1943–1944. Han befordrades till överstelöjtnant vid Norrlands trängkår 1944 och till överste på reservstat 1949. Virgin var sekreterare i Centralförbundet för befälsutbildning 1949–1955 och chef för försvarsavdelningen inom Svenska Röda Korset från 1955. Han blev riddare av Svärdsorden 1941.